# ليمان ووكر
ليمان ووكر (بالإنجليزية: Lyman Walker)‏ هو سياسي أمريكي، ولد في 30 مايو 1799، وتوفي في 16 أكتوبر 1886. انتخب عضو جمعية ولاية ويسكونسن.